# Thomas Hoban
Thomas Michael Hoban (ur. 24 stycznia 1994 w Abbots Langley) – irlandzki piłkarz występujący na pozycji obrońcy w Aberdeen.